# Liste der Monuments historiques in Maconcourt
Die Liste der Monuments historiques in Maconcourt führt die Monuments historiques in der französischen Gemeinde Maconcourt auf.

## Liste der Objekte
| Bezeichnung | Beschreibung                                      | Standort                                      | Kennzeichnung | Schutzstatus | Datum | Bild |
| ----------- | ------------------------------------------------- | --------------------------------------------- | ------------- | ------------ | ----- | ---- |
| Gemälde     | Ölfarbe auf Leinwand, Holzrahmen, 1701 von Dubois | in der Kirche St-Martin (Lage)                | PM88001547    | Inscrit      | 1991  |      |
| Pietà       | Stein, farbig gefasst, 1688                       | in der Kapelle Notre-Dame de Ferrières (Lage) | PM88000519    | Classé       | 1966  |      |